# Obsidian Energy
Obsidian Energy, anciennement Penn West Exploration, est une entreprise productrice de pétrole et de gaz naturel canadienne.

## Principaux actionnaires
Au 19 mars 2020.
| Zhengxu He                                 | 9,03% |
| FrontFour Capital Group                    | 4,81% |
| Kernwood                                   | 4,06% |
| Royal Bank of Canada                       | 3,69% |
| BlackRock Asset Management Canada          | 2,20% |
| Connor, Clark & Lunn Investment Management | 1,87% |
| Magnetar Financial                         | 1,69% |
| Fiera Capital Corp                         | 1,59% |
| Norges Bank Investment Management          | 1,41% |
| Edge Asset Managemen                       | 1,40% |